# Louis Attrill
Louis Attrill, född den 5 mars 1975 i Newport i Storbritannien, är en brittisk roddare.
Han tog OS-guld i åtta med styrman i samband med de olympiska roddtävlingarna 2000 i Sydney.